# Andrzej Kuryłowicz

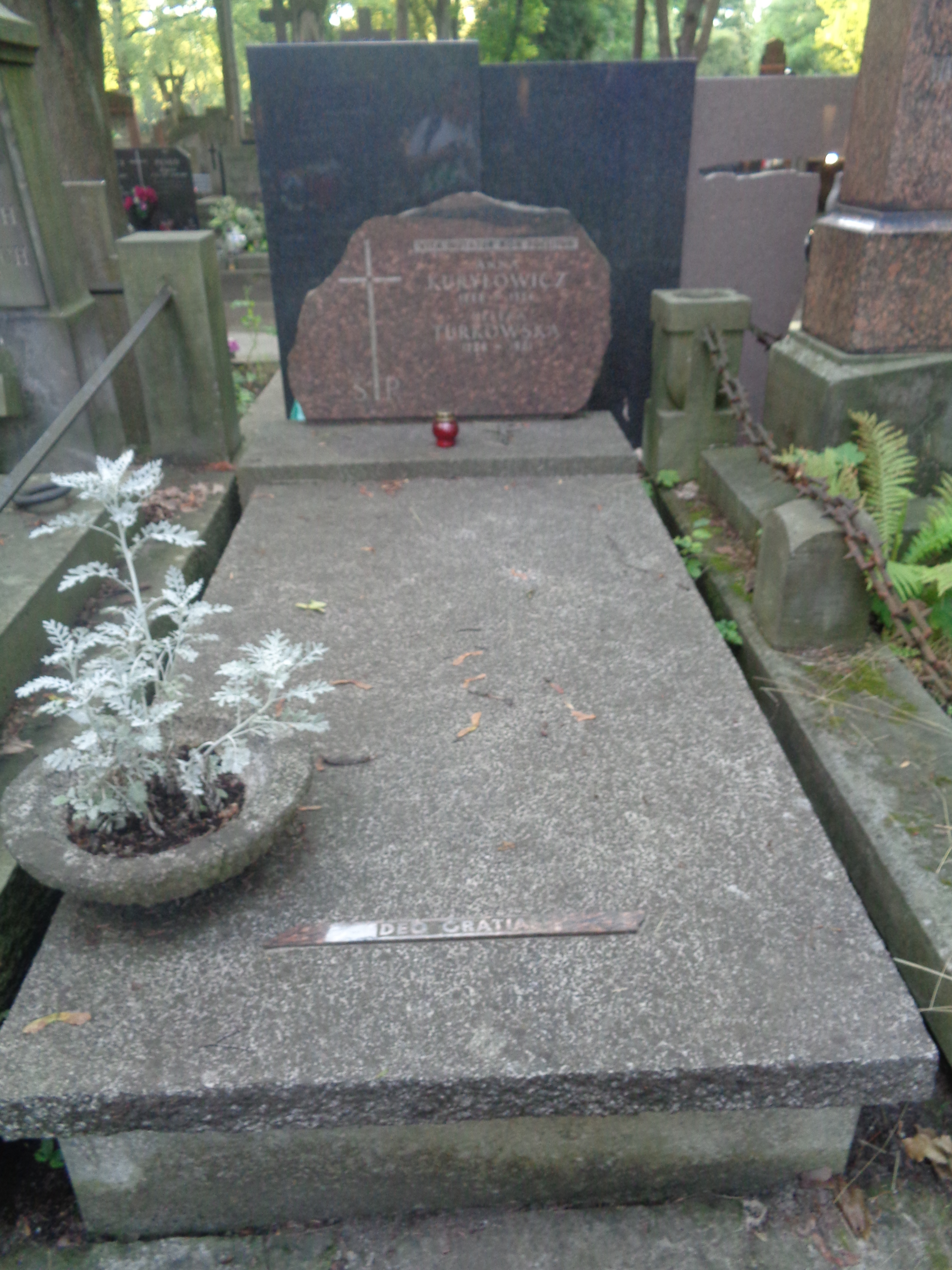
Nagrobek Andrzeja Kuryłowicza na Cmentarzu Powązkowskim

Andrzej Kuryłowicz (ur. 4 kwietnia 1954 w Warszawie, zm. 21 marca 2014) – polski wydawca, założyciel, właściciel i redaktor naczelny grupy wydawniczej Albatros, fundator Nagrody im. Jerzego i Hanny Kuryłowiczów dla tłumaczy literatury naukowej.
Był synem tłumacza Jerzego Kuryłowicza i absolwentem VI Liceum Ogólnokształcącego im. Tadeusza Reytana w Warszawie (1973 rok). W 1978 roku ukończył studia na Wydziale Elektrycznym Politechniki Warszawskiej, gdzie w latach 1981–1992 pracował, a w 1982 roku doktoryzował się. Na początku lat 90. pracował równocześnie w liniach lotniczych „Pan American” (1990–1991) i „Delta” (1991–1993). W latach 1993–2002 był koordynatorem ds. operacyjnych polskiego oddziału „Lufthansy”.
W latach 1991–1992 był kierownikiem działu praw autorskich wydawnictwa Amber. W 1992 roku należał do założycieli wydawnictwa „Prima” s.c., w którym do 1998 roku był dyrektorem i redaktorem naczelnym. W 1994 roku założył wydawnictwo „Albatros”, od 1997 do 2000 roku był także współwłaścicielem, prezesem zarządu i redaktorem naczelnym wydawnictwa „Prima Oficyna Wydawnicza” sp. z o.o. Po odejściu z tej ostatniej poświęcił się pracy wydawniczej na własny rachunek, prowadząc wydawnictwo „Albatros A. Kuryłowicz” oraz razem z córką Aleksandrą wydawnictwo „Aleksandra i Andrzej Kuryłowicz” s.c. 
Zmarł 21 marca 2014 roku i został pochowany na cmentarzu Powązkowskim w Warszawie (grobowiec rodzinny przy IV bramie).